# Kasza manna

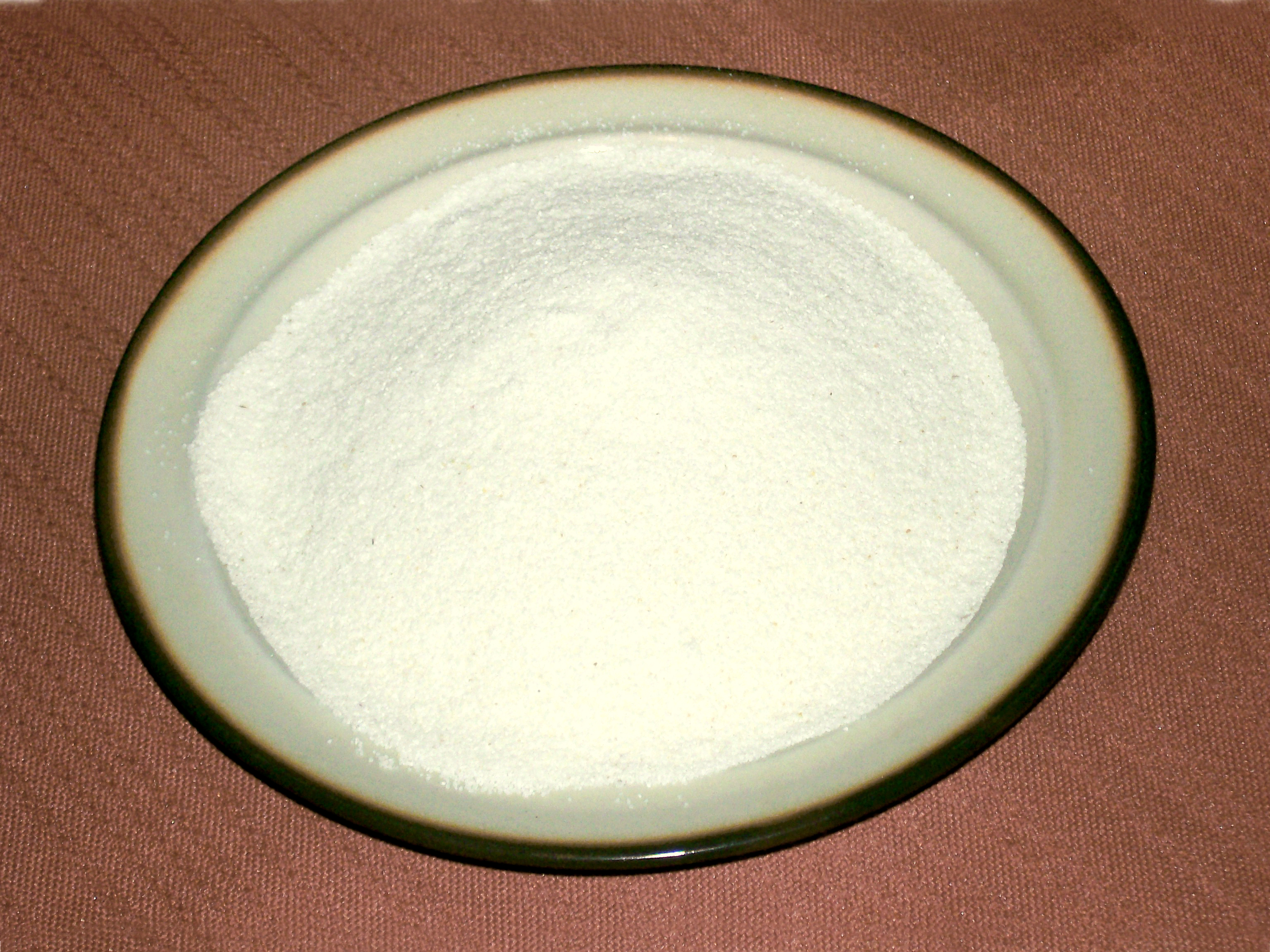
Sucha kasza manna

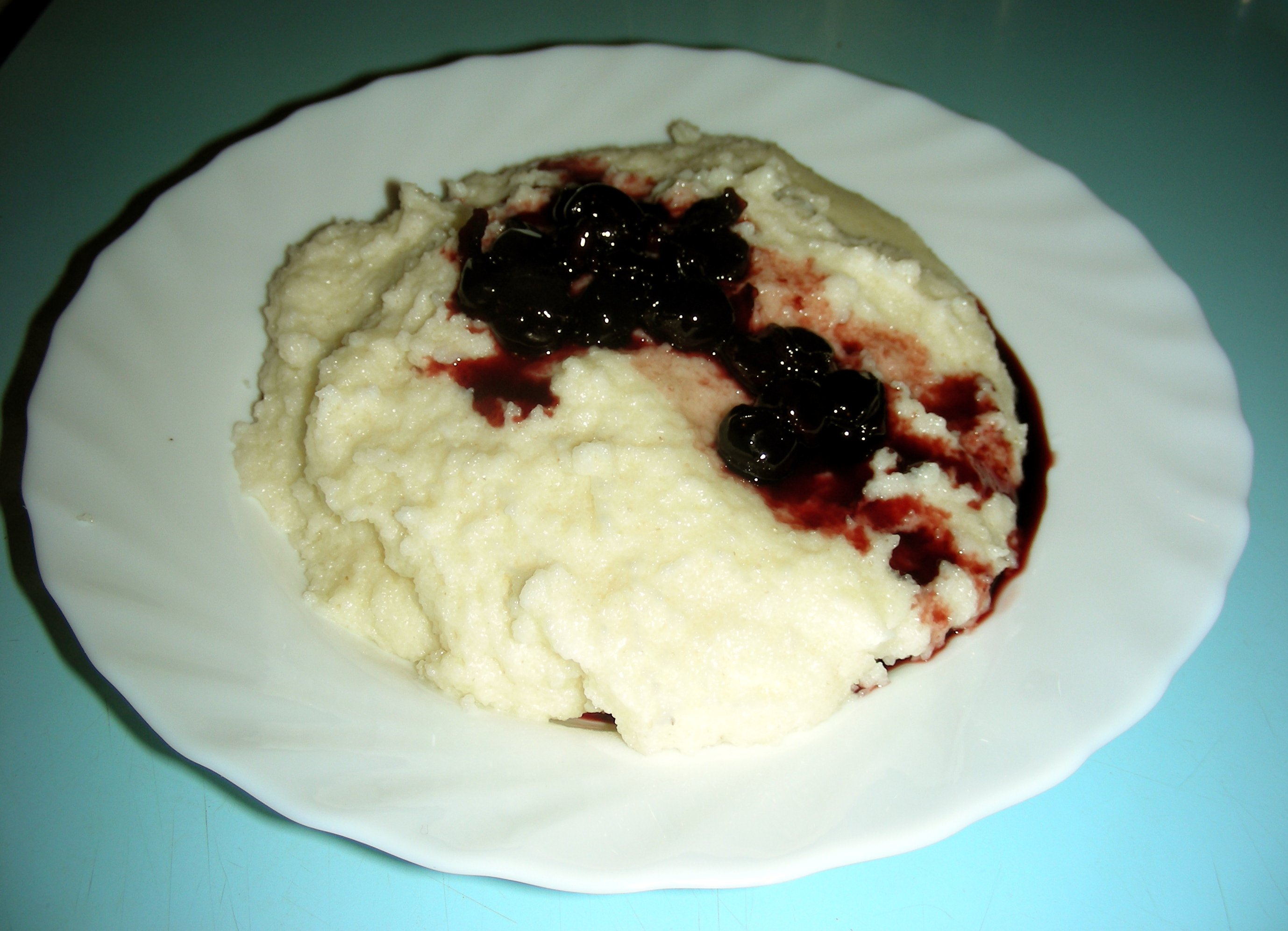
Deser z kaszy manny

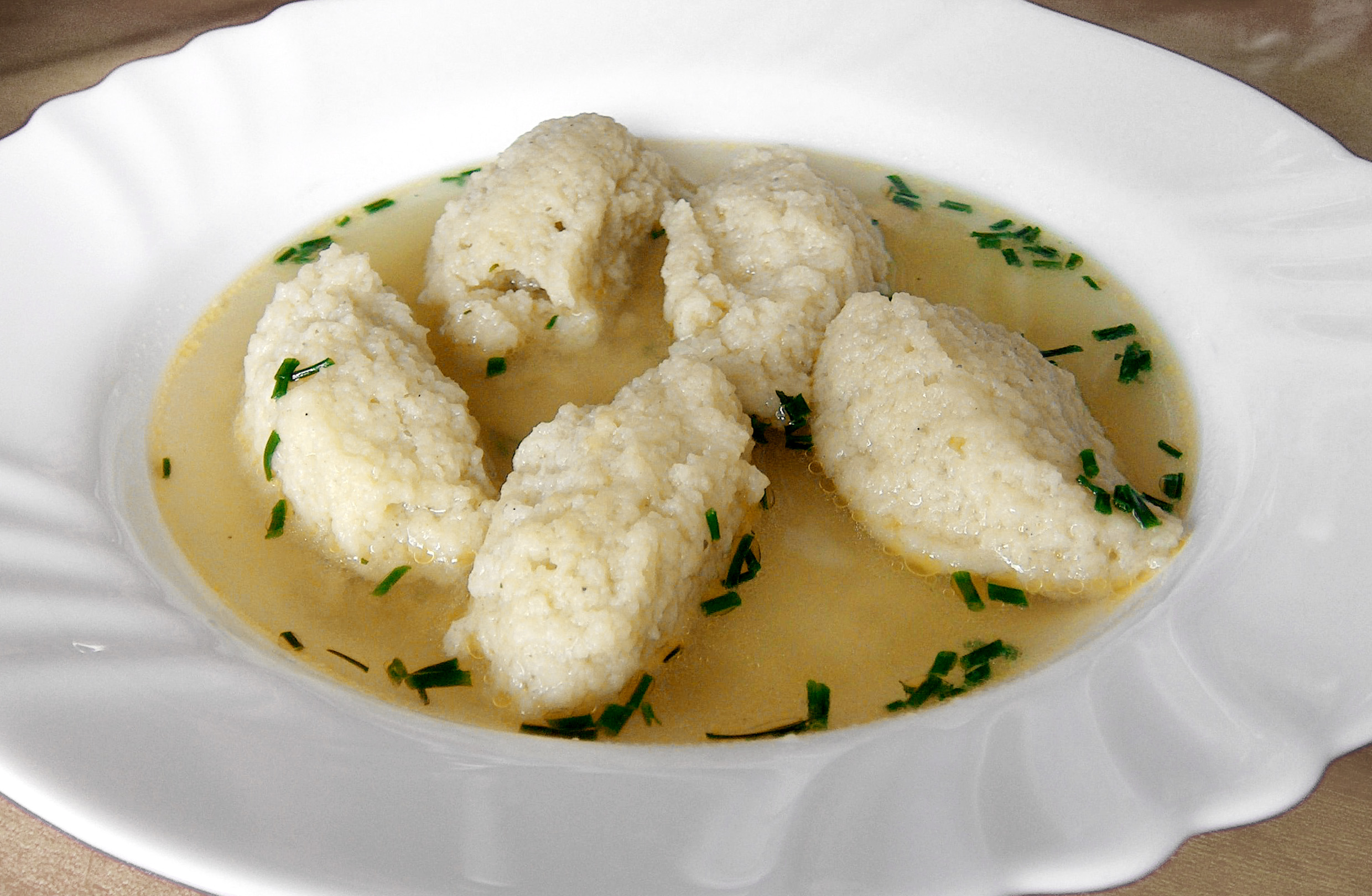
Rosół z kluskami (à la knedle) z kaszy manny

Kasza manna (także: grysik) – drobnoziarnista kasza otrzymywana z ziaren pszenicy zwyczajnej.
Kasza manna otrzymywana jest przez odsiewanie grubszych kaszek w trakcie przemiału ziaren pszenicy na mąkę. Podczas przemiału otrzymuje się wiele frakcji kaszek, czyli cząstek bielma mącznego. Jedną z tych frakcji poddaje się oczyszczeniu w urządzeniach nazywanych wialniami kaszkowymi. Oczyszczenie polega na wydzieleniu z półproduktu frakcji kaszki drobnych cząstek otrębiastych oraz mąki. Tak oczyszczona frakcja kaszek o ustalonej granulacji (wielkości ziarna) stanowi produkt handlowy o nazwie kasza manna.
W obrocie handlowym można spotkać kaszę mannę oraz kaszę mannę preparowaną (błyskawiczną). Kasza manna preparowana podlega w procesie produkcji wstępnej obróbce termicznej, która doprowadza do skleikowania ziaren skrobi, wskutek czego kasza ta ulega szybkiemu ugotowaniu.
Dobra jakościowo kasza manna powinna być biała z odcieniem żółtawym. Kaszę mannę powinny stanowić drobne cząstki bielma, bez widocznych ciemnych cząstek otrębowych. Nie powinna być zamączona. Czas przechowywania kaszy manny od chwili wyprodukowania wynosi pięć miesięcy.
Współcześnie produkowane są również: kasza manna razowa, kasza manna orkiszowa (z pszenicy orkisz) oraz kasza manna orkiszowa razowa.

## Wartości odżywcze
Zawiera niewiele błonnika, minerałów i witamin, lecz dużą ilość skrobi. Zawiera gluten.

## Dietetyka
Jest jedną z najbardziej popularnych kasz, ze względu na lekkostrawność często stosowana w dietach małych dzieci oraz osób z nadwrażliwością układu pokarmowego.

## Sztuka kulinarna
Kasza manna ma łagodny smak. Można ja przygotować jako samodzielną potrawę (np. kaszę podaną z sokiem lub przyrządzając z niej zupę mleczną, kleik, mus, kisiel mleczny, leguminę) lub jako środek zagęszczający (wiążący) do ciast, budyniów, klusek, mas do przekładania ciast, zup (krupników), kotletów, przetworów mięsnych (pasztetów). Czasami stosowana jest zamiennie z bułką tartą do posypywania formy do pieczenia ciasta, bądź zamiennie z makaronem jako dodatek do zup (np. w postaci tzw. kostki).
Kaszy manny nie płucze się, ponieważ kasze drobne mocno nasiąkają wodą. Innym powodem jest uniknięcie usunięcia rozdrobnionych składników cząstek ziarna.
Kasza manna po ugotowaniu zwiększa swoją masę i objętość w następujący sposób:
- uzyskana konsystencja gęsta rozklejona: przyrost 270% objętości i 250% masy – gdy 1 kg kaszy i 35 g soli wchłonie 2,5 kg wody[11];
- uzyskana konsystencja półgęsta: przyrost 370% objętości i 350% masy – gdy 1 kg kaszy i 45 g soli wchłonie 3,5 kg wody[11].

Aby ugotować kaszę mannę na sypko, stosuje się tzw. zacieranie jajem.